# Haeterius gratus
Haeterius gratus är en skalbaggsart som beskrevs av Lewis 1884. Haeterius gratus ingår i släktet Haeterius och familjen stumpbaggar. Inga underarter finns listade i Catalogue of Life.